# Trichrûg
Trichrûg är ett berg i Storbritannien.   Det ligger i kommunen Carmarthenshire och riksdelen Wales, i den södra delen av landet, 260 km väster om huvudstaden London. Toppen på Trichrûg är 415 meter över havet, eller 185 meter över den omgivande terrängen. Bredden vid basen är 7,2 km.
Terrängen runt Trichrûg är huvudsakligen kuperad, men norrut är den platt. Runt Trichrûg är det ganska tätbefolkat, med 72 invånare per kvadratkilometer. Närmaste större samhälle är Brynamman, 9,3 km söder om Trichrûg. Trakten runt Trichrûg består i huvudsak av gräsmarker.